# اکدام، سیرهان
اکدام، سیرهان (به لاتین: Akdam, Ceyhan) یک  Köy  در ترکیه است که در استان آدانا واقع شده‌است.